# 瑙加奇希亚
瑙加奇希亚（Naugachhia），是印度比哈尔邦Bhagalpur县的一个城镇。总人口38288（2001年）。

## 人口
该地2001年总人口38288人，其中男性20599人，女性17689人；0—6岁人口7253人，其中男3669人，女3584人；识字率47.50%，其中男性为55.82%，女性为37.81%。